# Het Arabische verbond

De ligging van de Verenigde Staten in Noord-Amerika.

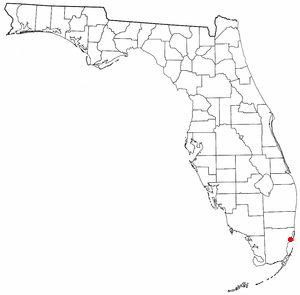
De staat Florida en de ligging van Miami.

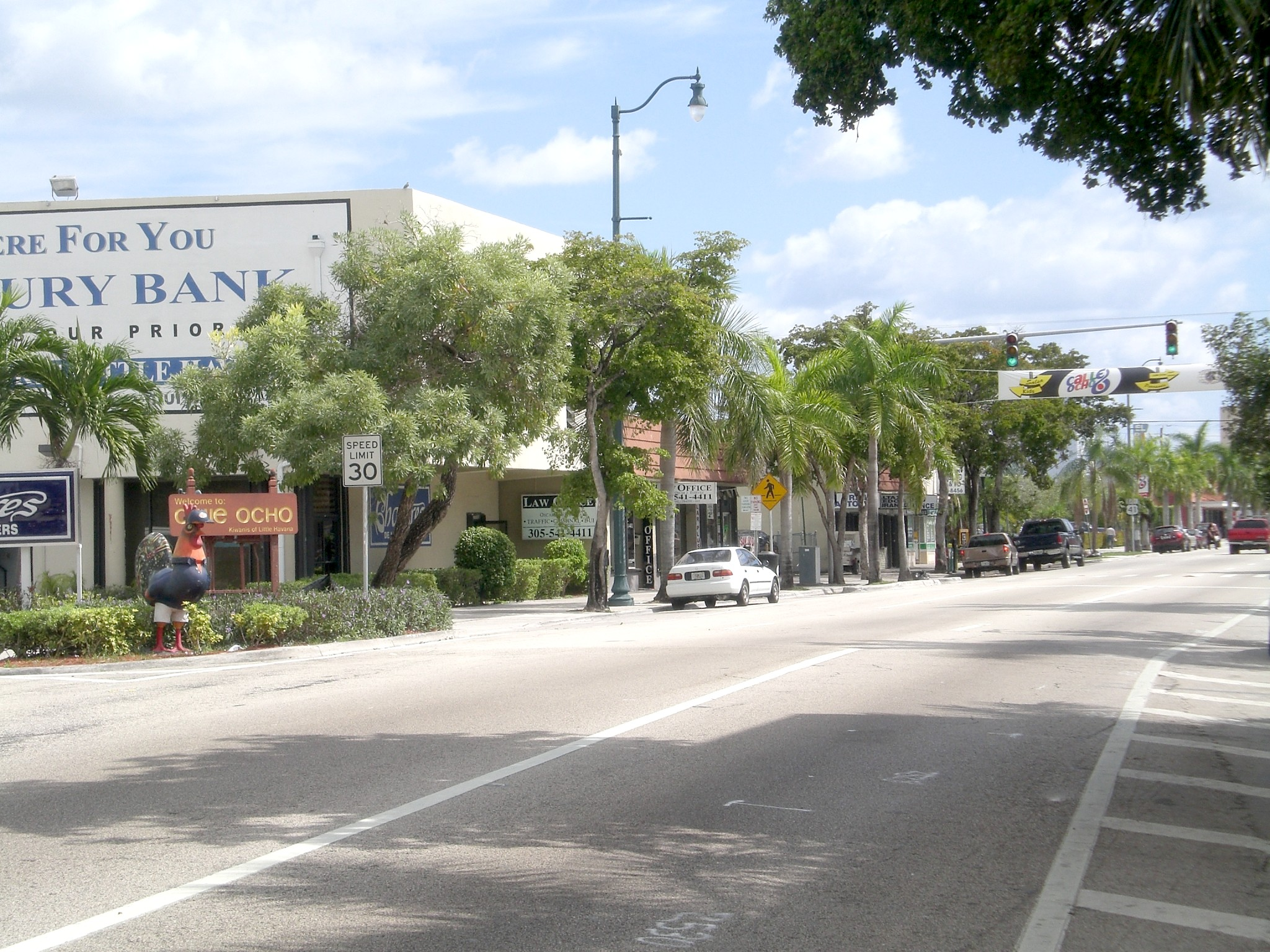
De wijk Little Havana in Miami.

Het Arabische Verbond is een spionageroman van auteur Gérard de Villiers en is het 156e deel uit de S.A.S.-reeks met als protagonist de Oostenrijkse prins en freelance CIA-agent Malko Linge.

## Het verhaal
De Colombiaanse narcoticahandelaar Pastrana leeft in ballingschap in het Amerikaanse Miami. Waar hij bescherming geniet van de Drug Enforcement Administration nadat hij hen heeft voorzien van belangrijke inlichtingen omtrent het Colombiaanse Medellínkartel. Dan komt hem ter ore dat een vooraanstaande prins van het Saoedische koningshuis zijn kapitaal, connecties en eigen luchtvaartmaatschappij aanbiedt voor de smokkel van drugs tussen Zuid-Amerika en Europa. Met de opbrengsten uit de drugshandel wil de corrupte prins het terreurnetwerk van Al Qaida financieren.
De Colombianen nemen kennis van het verraad door Pastrana en vermoorden hem op klaarlichte dag.
Een verdachte achter de moordaanslag, de Colombiaanse Dolores Zapata en weduwe van een vermoorde drugshandelaar, heeft een klein makelaarskantoor. Om contact met haar te leggen wendt Malko voor op zoek te zijn naar een modaal optrekje in Florida.
Het spoor naar de Saoedische prins leidt naar Caracas, de hoofdstad van Venezuela, waar de drugs aan boord van een vliegtuig van de prins worden gebracht voor transport naar Europa.

## Personages
- Malko Linge, een Oostenrijkse prins en CIA-agent;
- Alexandra Vogel, de eeuwige verloofde van Malko;
- Elko Krisantem, de bediende en huismeester van Malko en voormalig Turks huurmoordenaar;
- Chris Jones, een CIA-agent en collega van Brabeck;
- Milton Brabeck, een CIA-agent en collega van Jones;
- Sanchez Pastrana, een Colombiaanse narcoticahandelaar;
- Dolores Zapata, een Colombiaanse huizenmakelaar in Miami en weduwe van een narcoticahandelaar;
- Carlos Barco, Colombiaanse narcoticahandelaar in Miami;
- Jeb Pembroke, een DEA-agent en gestationeerd in Miami;
- Kevin Crane, een DEA-agent en gestationeerd in Miami;
- Teresa Wilhem, een CIA-agent verbonden aan het kantoor in Miami;
- Prins Ryad Al-Khobar-bin-Saoud, een prins uit het Saoedische koningshuis